# The Easy Company
The Easy Company s.r.o. je herně-vývojářská společnost, založená v Praze (Česko) 25. dubna 2006. Jádro vývojářského týmu pochází především z Illusion Softworks (od r. 2008 2K Czech). První hra jsou celoteréní (zahrnuje všechny terény) off-roadové závody MOTORM4X, vydané v 14. listopadu 2008. Pro tuto hru byl speciálně vyroben engine Vampire. Obsahuje editor světel, který umožňuje pracovat s modely a zvuky nebo přiřadit různé druhy skriptů.
Na konci roku 2008 byl majoritním vlastníkem a největším věřitelem firmy finanční investor Arca Capital Bohemia, a.s. (podíl 67 %, půjčka ve výši 4,7 milionu korun).

## Seznam her
- 2008 – MOTORM4X
- 2009 – Grandpa's Candy Factory
- 2010 – The Mirror Mysteries